# Cartan
Cartan fue una empresa originaria de Rosario y Avellaneda, Argentina, dedicada a la importación de juguetes y artículos varios para niños. Sus productos eran mayormente fabricados por la compañía estadounidense Tyco, con la que Cartan tenía un contrato de distribución exclusiva en Argentina. 
Operó principalmente durante los años 1990 y fue creadora junto al grupo multimedios América, de la señal argentina de televisión por cable para niños The Big Channel. El canal BIG Channel y Cartan mostraban la misma dirección en Avellaneda, provincia de Buenos Aires, en la calle Ameghino 444.
Entre sus juguetes más recordados se pueden enumerar "SpyTech", "Chatanooga Choo Choo", "Typhoon", "Domino Rally" y "Hit Sticks", entre otros.
Sus publicidades eran emitidas mayormente por The Big Channel. Las piezas publicitarias eran las originales de los productos dobladas al castellano. Al finalizar de cada aviso aparecía el logo de Cartan y la inconfundible voz del locutor Adolfo Duncan exclamando "Exclusivo de Cartan".